# Clypeomorus pellucida
Clypeomorus pellucida is een slakkensoort uit de familie van de Cerithiidae. De wetenschappelijke naam van de soort is voor het eerst geldig gepubliceerd in 1852 door Hombron & Jacquinot.